# Producción y manufactura
Un proceso industrial, proceso de fabricación, manufactura o producción es el conjunto de operaciones necesarias para modificar las características de las materias primas. Estas características pueden ser de naturaleza muy variada como la forma, la densidad, la resistencia, el tamaño o la estética. Se realizan en el ámbito de la industria.
En la mayoría de los casos, para la obtención de un determinado producto serán necesarias multitud de operaciones individuales de manera que, dependiendo de la escala de observación, se puede denominar proceso tanto en el conjunto de operaciones desde de la extracción de los recursos naturales necesarios hasta la venta del producto como las realizadas en un puesto de trabajo con una determinada máquina/herramienta.
La catalogación de los diferentes procesos productivos industriales sirve como herramienta de consulta para los expertos que a la hora de proponer un proceso productivo, que debe estar en función de los parámetros generales del enfoque de la industria, tanto como en el material utilizado para el proceso, la geometría general de los componentes del producto y también el volumen de producción calculado.

## manufactura
En la industria manufacturera se identifican procesos elementales de transformación de los materiales y se agrupan en dos grandes tipologías: los procesos mecánicos y los procesos químicos. Los mecánicos están vinculados a las operaciones de procesamiento, mientras que los químicos se vinculan a las operaciones de ensamble. También existen nuevos procesos productivos que involucran a las tecnologías emergentes y se que se centra en el ámbito de la medicina, se trata de los procesos biológicos. A continuación el listado de procesos de la manufactura:

### Procesos mecánicos
- Moldeo
  - Fundición
  - Pulvimetalurgia
  - Inyección de polímeros
  - Moldeo por soplado
  - Moldeo por compresión
  - entre otros
- Termoconformado o deformación plástica.
  - Laminación
  - Forja
  - Extrusión
  - Tumbado
  - Conformado de chapa
  - Encogimiento
  - entre otros
- Procesos con arranque de material
  - Mecanizado
    - Torneado
    - Fresado
    - Taladro

  - Electroerosión
- Tratamientos superficiales (Acabado)
  - Eléctricos
  - Abrasivos
  - Pulido
  - entre otros
- Tratamientos térmicos (*)
  - Templado del acero
  - Tremp
  - Recocido
  - Nitruración
  - Sinterización
  - entre otros

### Procesos químicos
- Procesos físicos
  - Síntesis química
  - entre otros
- Procesos químicos
  - Tratamientos superficiales
  - Síntesis orgánica
  - Hidrogenación
  - entre otros
- Procesos electroquímicos
  - Esterificación
  - entre otros

### Procesos Biológicos
- Anabolismo (Síntesis)
  - Biología sintética
    - Cultivo de Piel artificial
    - Cultivo de Carne
    - Circuito biológico sintético
      - Operadores lógicos
- Ingeniería genética
  - Amplificación del ADN
  - La secuenciación del ADN
  - La reacción en cadena de la polimerasa (PCR)
  - Plasmocitosis
  - Clonación molecular
  - Mutación excepcional
  - Transgénesis
  - Bloqueo génico

### Casos especiales
(*) Dentro de los tratamientos térmicos catalogados como mecánicos, los procesos pueden ser mixtos ya que pueden contener tanto procesos físicos y químicos en la transformación de materia prima hacia productos listos para la población.

## Sistemas de fabricación
Los sistemas de fabricación para la manufactura (del latín manus, mano, y factura, hechura) describe la transformación de materias primas en productos terminados para su venta. También involucra procesos de elaboración de productos semi-manufacturados. Es conocida también por el término de industria secundaria. Algunas industrias, como las manufacturas de semiconductores o de acero, por ejemplo, usan el término de fabricación.
El término puede referirse a una variedad enorme de la actividad humana, de la artesanía a la alta tecnología, pero es más comúnmente aplicado a la producción industrial, en la cual las materias primas son transformadas en bienes terminados a gran escala.
La fabricación se produce bajo todos los tipos de sistemas económicos. En una economía capitalista, la fabricación se dirige por lo general hacia la fabricación en serie de productos para la venta a consumidores con una ganancia. En una economía colectivista, la fabricación está frecuentemente dirigida por una agencia estatal. En las economías modernas, la fabricación discurre bajo algún grado de regulación gubernamental.
La fabricación moderna incluye todos los procesos intermedios requeridos para la producción y la integración de los componentes de un producto. El sector industrial está estrechamente relacionado con la ingeniería y el diseño industrial.
El proceso puede ser manual (origen del término) o con la utilización de máquinas. Para obtener mayor volumen de producción es aplicada la técnica de la división del trabajo, donde cada trabajador ejecuta sólo una pequeña porción de la tarea. Así, se especializa y economiza movimientos, lo que va a repercutir en una mayor velocidad de producción.
Aunque la producción artesanal ha formado parte de la humanidad desde hace mucho tiempo (desde la Edad Media), se piensa que la manufactura moderna surge alrededor de 1780 con la Revolución industrial británica, expandiéndose a partir de entonces a toda la Europa Continental, luego a América del Norte y finalmente al resto del mundo. 
La manufactura se ha convertido en una porción inmensa de la economía del mundo moderno. Según algunos economistas, la fabricación es un sector que produce riqueza en una economía, mientras que el sector servicios tiende a ser el consumo de la riqueza

## Industrias Manufactureras
- Industria química
  - Farmacéutica
  - Químicos
  - Explosivos
- Industria textil
- Construcción
- Electrónica
  - Semiconductores
- Ingeniería
  - Biotecnología
  - Tecnologías emergentes
  - Nanotecnología
  - Bioingeniería
- Industria de la energía
- Telecomunicaciones
- Alimentos y Bebidas
  - Agroindustria
  - Procesamiento de alimentos
- Diseño industrial
- Diseño de productos
- Industria del metal
  - Herrería
  - Máquinas herramienta
  - Maquinabilidad
  - Matricería
  - Industria del acero
  - Fundición
- Plásticos
- Fabricación de textiles
  - Indumentaria
  - Náutica
  - Tensoestructuras
- Transporte
  - Fabricación aeroespacial
  - Fabricación de automóviles
  - Fabricación de autobuses
  - Fabricación de neumáticos
- Entre muchos otros